# Anghelești (okręg Giurgiu)
Anghelești – wieś w Rumunii, w okręgu Giurgiu, w gminie Bucșani. W 2011 roku liczyła 179 mieszkańców.